# Артем'єв Микола Андрійович
Мико́ла Андрі́йович Арте́м'єв (нар. 10 грудня 1870, Москва — пом. 5 серпня 1948, Москва)  — російський і український учений, електротехнік. Перший завідувач кафедри електротехніки Київського політехнічного інституту.

## Біографічні відомості
Закінчив Санкт-Петербурзьке імператорське технічне училище, де познайомився зі своїм викладачем — відомим російським ученим Миколою Жуковським.
В 1895 закінчив Московське вище технічне училище.
З 1900 Артем'єв — перший викладач, згодом професор, електротехніки на механічному відділі Київського політехнічного інституту. Очолював кафедру електротехніки в 1901–1911 роках. Запрошений до Київського політехнічного інституту за рекомендацією Миколи Жуковського. В 1911 Артем'єв на знак протесту проти столипінської реакції залишив Київський політехнічний інститут.
1902 створив першу в Київському політехнічному інституті електротехнічну лабораторію і став її завідувачем.
1909 опублікував підручник з електротехніки, написаний на основі прочитаних ним лекцій.
1911—15 працював у Харкові, де за його проектом споруджено центральну електростанцію і електричну мережу міста.
Після Жовтневого перевороту працював у Сільськогосподарській академії імені Тімірязєва, а з 1931 — одночасно у Всесоюзному інституті механізації і електрифікації сільського господарства, де провадив науково-дослідні роботи по електрифікації сільського господарства.
Електротехнічну освіту здобув у Технічній вищій школі (Берлін).
Читав загальний курс електротехніки для студентів 3-го курсу трьох відділень Київського політехнічного інституту, а також спеціальний курс для 4-го курсу механічного відділення. Виїздив із студентами механічного відділення, які спеціалізувалися з електротехніки, для ознайомлення з електричними уставами в Берліні, Дрездені, Нюрнбергу, Цюриху, Бурхдорфі та інших містах Німеччини і Швейцарії.

## Проблематика досліджень
Провадив серйозну наукову роботу, зокрема розробив новий спосіб захисту людини від високої напруги, про що доповів у Берліні на засіданні Спілки німецьких електротехніків; відповідну статтю потім опубліковано в Elektrotechnische Zeitschrift.
Розробив проекти, за якими в Києві споруджено центральну електростанцію і прокладено міську електромережу.
Належав до найбільш демократично налаштованої групи професорів. 1911 з політичних мотивів пішов у відставку на знак протесту проти звільнення деканів трьох відділень Київського політехнічного інституту.
- 1911–1914 — головний інженер Харківського міського управління,
- 1915–1918 — керівник об'єднання електричних станцій в Петрограді,
- 1917–1948 — професор Тимірязєвської сільськогосподарської академії.

## Винаходи і спадщина
Артем'єв — винахідник захисного костюма від високої напруги, електростатичного телефону, синхронізатора коротких імпульсів, автор ряду наукових праць.

## Праці
- Предохранительная сетка // Электричество. — 1903. — № 9—11.
- Определение деталей машин и влияние напряжения на размеры. — К., 1904.
- Определение размеров динамомашин и влияние напряжения на размеры // Известия Киевского политехнического института. — 1905. — № 1.
- Курс общей электротехники. — К., 1907.
- Курс общей электротехники, читанный в 1907–1908 годах в Киевском Политехническом Институте. — К., 1908.
- Проблемы энерговоздействия на рост растений. — М., 1936.
- Электроаппаратура в быту // Электричество. — 1936. — № 7.